# Coalseam Cliffs
Die Coalseam Cliffs (englisch für Kohlesaumkliffs) sind Felsenkliffs im ostantarktischen Coatsland. In den Theron Mountains bilden sie den nordwestlichen Teil des Massivs von Mount Faraway.
Teilnehmer der Commonwealth Trans-Antarctic Expedition (1955–1958) unter der Leitung des britischen Polarforschers Vivian Fuchs nahmen zwischen 1956 und 1957 eine Kartierung vor. Benannt sind sie nach einem Kohlesaum, der die Kliffs durchzieht.